# Why Man Creates
Why Man Creates is een Amerikaanse korte geanimeerde documentaire uit 1968 geregisseerd door Saul Bass. De film gaat over de creativiteit van de mens. De film won de Oscar voor beste korte documentaire en werd in 2004 opgenomen in de National Film Registry.
De film bestaat uit acht onderdelen:
- The Edifice
- Fooling Around
- The Process
- Judgement
- A Parable
- Digression
- The Search
- The Mark